# Nelly Stienstra
Nelly Stienstra (Winterswijk, 21 juni 1946 – Utrecht, 18 januari 2016) was een Nederlandse taalkundige, die vooral bekend was als orthodox rooms-katholieke publiciste en evangeliste.

## Levensloop
Stienstra was universitair docente in de vertaalwetenschap aan de Universiteit Utrecht en daarnaast voorzitster van het Contact Rooms-Katholieken, een Nederlandse organisatie van leken en clerici, die katholieken met elkaar in contact wil brengen en een bijdrage wil leveren aan het maatschappelijk debat over de rol van de Kerk in de samenleving.
In katholiek Nederland en ver daarbuiten was Stienstra een bekende bekeerlinge en zette zich actief in voor evangelisatie. Voor haar inzet ten gunste van het katholieke geloof in Nederland ontving zij vanuit het Vaticaan en van onder meer enkele bisschoppen dankbetuigingen. Bij de KRO kwam ze in het nieuws na het overlijden van paus Johannes-Paulus II. Haar werd door de media met enige regelmaat om commentaar gevraagd bij actuele religieuze kwesties.
Stienstra ontving in 2004 uit de handen van Adrianus Simonis, kardinaal-aartsbisschop van Utrecht, de maagdenwijding. Zij was edelvrouwe van de Ridderorde van het Heilig Graf van Jeruzalem.
Eind 2009 werd haar meegedeeld dat ze niet meer als vrijwilligster actief mocht zijn in de Sint-Catharinakathedraal in Utrecht, waar zij onder andere lectrice was, dit vanwege onenigheid met aartsbisschop Wim Eijk. Zij kon zich niet in deze beslissing vinden.